# Comuna de Pszczyna
Pszczyna (polaco: Gmina Pszczyna) é uma gminy (comuna) na Polónia, na voivodia de Santa Cruz e no condado de Pszczyński. A sede do condado é a cidade de Pszczyna.
De acordo com os censos de 2006, a comuna tem 49 831 habitantes, com uma densidade 286,4 hab/km².

## Área
Estende-se por uma área de 174,01 km², incluindo:
- área agricola: 56%
- área florestal: 29%

## Demografia
Dados de 31 de Dezembro de 2005:
|                      | Total   | Total | Mulheres | Mulheres | Homens  | Homens |
| -------------------- | ------- | ----- | -------- | -------- | ------- | ------ |
|                      | pessoas | %     | pessoas  | %        | pessoas | %      |
| População            | 49 831  | 100   | 25 710   | 51,6     | 24 121  | 48,4   |
| Densidade (pop./km²) | 286,4   | 100   | 147,8    | 147,8    | 138,6   | 138,6  |

De acordo com dados de 2002, o rendimento médio per capita ascendia a 1407,1 zł.

## Comunas vizinhas
- Bestwina, Bojszowy, Czechowice-Dziedzice, Goczałkowice-Zdrój, Kobiór, Miedźna, Pawłowice, Strumień, Suszec